# Markus Schupp
Markus Schupp (* 7. Januar 1966 in Idar-Oberstein) ist ein deutscher Fußballtrainer und ehemaliger -spieler.

## Karriere als Spieler

### Vereine
Aus der Jugend der SpVgg Nahbollenbach hervorgegangen wechselte Schupp 1981 zum 1. FC Kaiserslautern. 1984 erhielt er einen Lizenzspielervertrag beim Bundesligisten. In der ersten Profi-Saison wurde er achtmal eingesetzt und gab sein Debüt am 2. Februar 1985 (18. Spieltag) bei der 0:5-Auswärtsniederlage gegen den VfB Stuttgart, als er in der 80. Minute für Werner Melzer eingewechselt wurde. Am 21. Mai 1985 (25. Spieltag) traf er beim 5:2-Heimsieg über den VfL Bochum in der 68. Minute zum zwischenzeitlichen 4:0, nur eine Minute nachdem ihn Trainer Manfred Krafft für Bruno Hübner eingewechselt hatte.
1991 gab er ein einjähriges Gastspiel bei der SG Wattenscheid 09, ehe er 1992 zum FC Bayern München wechselte. Dort kam er auch zu elf internationalen Einsätzen.
1995 bzw. 1996 spielte er jeweils eine Saison für Eintracht Frankfurt und den Hamburger SV, für den er auch bei vier internationalen Einsätzen zwei Tore erzielte.
Nach einem dreimonatigen Engagement beim FC Basel, wechselte er zum österreichischen Bundesligisten SK Sturm Graz, für den er von 1997 bis 2001 aktiv und erfolgreich war.
Des Weiteren konnte er sich mit SK Sturm Graz dreimal in Folge (1998/99, 1999/2000 und 2000/01) für die Champions League qualifizieren, in der er in 20 Spielen auch ein Tor erzielte. Bei der letzten Teilnahme setzte er mit seinem Verein ein Achtungszeichen, als man nach der Gruppenphase vor Galatasaray Istanbul, Glasgow Rangers und AS Monaco rangierte und damit zu den 16 besten Mannschaften zählte.

### Nationalmannschaft
Für die U-18-Nationalmannschaft spielte Schupp zweimal: Am 12. April 1983 gehörte er der Auswahl an, die in Brand gegen China mit 4:1 gewann und am 4. Mai 1983 der Auswahl, die in Schaffhausen die Schweiz mit 5:2 besiegte. Am 16. November 1985 besiegte die U-21-Nationalmannschaft die der Tschechoslowakei mit 3:1; mit der Einwechslung in der 75. Minute für Manfred Schwabl gab Schupp sein Debüt für die U-21. Sein letztes Spiel für diese Auswahl bestritt er am 24. März 1987 beim 4:1-Heimsieg über Luxemburg.
Im Juni 1987 nahm Schupp mit der Bundeswehr-Nationalmannschaft an der Militär-Weltmeisterschaft in Italien teil und belegte den zweiten Rang.
1992 war Schupp Teil der deutschen A-Nationalmannschaft beim Abschiedsspiel von Toni Schumacher.

### Erfolge als Spieler
- Deutscher Meister: 1991 (mit dem 1. FC Kaiserslautern), 1994 (mit dem FC Bayern München)
- DFB-Pokal-Sieger: 1990 (mit dem 1. FC Kaiserslautern)
- Österreichischer Meister: 1998, 1999 (mit SK Sturm Graz)
- ÖFB-Cup-Sieger: 1999

## Karriere als Trainer
Von 2001 bis 2003 trainierte Markus Schupp die U-19-Mannschaft von SK Sturm Graz. Von Juli 2004 bis Ende 2006 trainierte er den Zweitligisten Wacker Burghausen. Diesen führte er 2004/05 auf den 9. und 2005/06 auf den 8. Tabellenplatz. Aufgrund des schlechten Abschneidens in der Hinrunde der Saison 2006/07 wurde Schupp im Dezember 2006 vorzeitig entlassen; sein Nachfolger wurde Fred Arbinger.
Nach der Entlassung des Trainerstabes beim Hamburger SV im Februar 2007 trat Schupp dort die Stelle als Trainerassistent unter Huub Stevens an und blieb bis Juni 2008. Diese Funktion nahm er – im Juli 2009 nach Österreich zurückgekehrt – nun beim FC Red Bull Salzburg wahr.  Dieses Engagement war jedoch nur von kurzer Dauer, da Schupp Anfang September 2009 nach der Entlassung von Edmund Becker beim Karlsruher SC Cheftrainer des Zweitligisten wurde. Am 31. Oktober 2010 trennte sich der KSC nach einer Serie von fünf Niederlagen aus sechs Spielen einvernehmlich von Markus Schupp.
Im November 2008 scheiterte eine Verpflichtung des „Wunschkandidaten“ Schupp als Trainer beim Drittligisten VfR Aalen an der von ihm verlangten Bedenkzeit. Mitte Dezember 2010 stand er ebenfalls in Verhandlungen über das Traineramt mit dem Verein.

## Karriere als Funktionär
Am 11. August 2011 gab der VfR Aalen schließlich die Verpflichtung von Markus Schupp als Sportdirektor bekannt. In dieser Funktion war er außerdem für die Entwicklung beziehungsweise die Weiterführung und Umsetzung eines nachhaltigen Jugendkonzepts und die Verbesserung der Jugendabteilungen zuständig. Bereits in seiner ersten Saison bei dem Drittligisten erreichte die Profimannschaft unter Cheftrainer Ralph Hasenhüttl den Aufstieg in die 2. Bundesliga und konnte dort im folgenden Jahr die Klasse halten. Nach Hasenhüttls Weggang im Juni 2013 beförderte Schupp Stefan Ruthenbeck, den er ein Jahr zuvor als Leiter des Nachwuchsleistungszentrums zum Verein geholt hatte, zum neuen Cheftrainer. Der Verein war am Ende der Saison 2012/13 durch den Ausstieg des Hauptsponsors in eine finanzielle Schieflage geraten und hatte für die neue Saison einen Sparkurs auferlegt, sodass der VfR Markus Schupp, dessen Vertrag bis zum Saisonende lief, am Beginn der Winterpause am 23. Dezember 2013 wegen „unterschiedliche[r] Auffassungen in der strategischen Ausrichtung des Vereins“ von seinen Aufgaben entband.
Von 23. Mai 2014 bis November 2015 war Schupp Sportdirektor beim 1. FC Kaiserslautern. Vom 30. Mai 2017 bis 16. Februar 2018 übte er die Funktion des Sportdirektors beim österreichischen Bundesligisten SKN St. Pölten aus.
Seit 2018 arbeitet Schupp bei jedem Heimspiel des FC Bayern München in der Allianz Arena im VIP-Bereich als Gästebetreuer.